# 亚当·鲍德里奇
亚当·鲍德里奇是活躍於1690年代的一位英国海盗，也是马达加斯加海盗定居点的早期创始人之一。後來马达加斯加當地人反抗海盜，亚当·鲍德里奇被迫離開馬達加斯加並前往紐約。